# Mariac
Mariac település Franciaországban, Ardèche megyében. Lakosainak száma 541 fő (2022. január 1.). Mariac Accons, Arcens, Dornas, Saint-Andéol-de-Fourchades és Saint-Martin-de-Valamas községekkel határos.

## Népesség
A település népességének változása:
| Lakosok száma | 820  | 789  | 788  | 710  | 628  | 597  | 572  | 556  | 551  | 541  |
|               | 1968 | 1982 | 1990 | 2006 | 2013 | 2015 | 2017 | 2019 | 2020 | 2022 |